# Gonzalo Sorondo
Gonzalo Sorondo Amaro (Montevidéu, 9 de outubro de 1979) é um ex-futebolista uruguaio naturalizado brasileiro que atuava como zagueiro.

## Carreira
Sorondo surgiu para o futebol em 1998, jogando pelo Defensor Sporting. Destacou-se no Mundial Sub-20 disputado naquele ano e logo se transferiu, aos 22 anos, para a milionária Internazionale da Itália. Ainda na Europa, o atleta jogou na Bélgica, pelo Standard de Liège e na Inglaterra, por Crystal Palace e Charlton Athletic. Em 2007, Sorondo retornou ao Uruguai, novamente para atuar no Defensor Sporting, e após se destacar na Copa Libertadores do mesmo ano, o jogador foi contratado pelo Internacional.

### Seleção Uruguaia
Pela Seleção Uruguaia, participou da Copa do Mundo de 2002 desde as eliminatórias. Sorondo foi ainda titular quando a sua seleção venceu o Brasil no Estádio Centenário em Montevidéu, pelo placar de 1 x 0, anulando Romário nas eliminatórias. Aos 24 anos já tinha mais de vinte participações pela seleção nacional, quatro vezes capitão do time, e era titular de uma das maiores equipes do mundo. Foi apelidado de Il nuovo Montero pelos fanáticos tiffosi da Inter, em referência ao lendário zagueiro uruguaio.

### Internacional
Em 2007, assinou contrato com o Internacional, time esse que, no começo de 2008, derrotou sua ex-equipe, a Internazionale, na final Copa Dubai, mesmo sem poder contar com Sorondo, que estava contundido. O mesmo ocorreu no Campeonato Gaúcho de 2008 e na Copa Sul-americana do mesmo ano, competições essas que o Inter sagrou-se campeão. Em 2009, foi para o Japão disputar a Copa Suruga Bank pelo clube gaúcho, a qual ficou campeão, atuando o jogo inteiro, utilizando a camisa de numero 13. No dia 3 de setembro de 2009, o zagueiro foi naturalizado brasileiro em um processo que demorou mais de 1 ano para ser realizado. O fato de um filho do atleta ter nascido em Porto Alegre, acabou ajudando o processo para obter a dupla-nacionalidade.
Na vitoriosa campanha da Copa Libertadores da América de 2010, na qual o Inter se sagrou bicampeão, Sorondo foi peça importante da zaga em várias partidas, utilizando a camisa 14. Nas quartas-de-final, durante o jogo de ida, marcou o gol da vitória contra o campeão anterior Estudiantes, no final da partida. No jogo de volta, o Inter garantiria a classificação mesmo sendo derrotado por 2 a 1, com a regra do gol fora de casa.
Ficou fora da lista inicial do Mundial de Clubes 2010, mas por conta do problema júridico envolvendo o zagueiro Rodrigo, seria integrado à lista que disputou os jogos, a um dia antes da viagem para Abu Dhabi. A FIFA, porém, só permitia uma troca por lesão (que já ocorrera entre Glaydson e Eduardo Sasha) e o uruguaio não pôde ser inscrito.
No fim da temporada de 2011, a direção colorada decidiu não renovar o contrato do jogador, e, sendo assim, Sorondo encerra sua passagem pelo Internacional, onde conquistou muitos títulos, mas ao mesmo tempo, teve graves lesões que o impediram de manter uma sequência maior como titular da zaga do Inter.

### Grêmio
Em 20 de dezembro de 2011, logo após a entrevista de apresentação do atacante Marcelo Moreno, o diretor de futebol do Grêmio confirmou aos jornalistas presentes a contratação de Sorondo. O clube gaúcho já havia tentado contratar o uruguaio em 2007, após belos jogos dele com a camisa do Defensor Sporting na Copa Libertadores da América daquele ano, fazendo inclusive, um gol contra o Tricolor dos Pampas. Mas na oportunidade, Sorondo acabou indo jogar no maior rival do Grêmio, o Internacional.
Em 9 de janeiro de 2012 sofre uma grave lesão, que o afastaria por seis meses. Por conta da lesão o Grêmio acaba dispensando o atleta

#### Histórico de lesões[12]
| Data       | Lesão |
| ---------- | --- |
| 4/11/2007  | Rompe os ligamentos do joelho esquerdo em Vasco 1x2 Inter. |
| 11/5/2008  | Após 6 meses volta em Inter 1x0 Vasco. |
| 18/5/2008  | Torce o joelho esquerdo em Palmeiras 2x1 Inter: mais de um mês parado. |
| 29/6/2008  | Reaparece no empate 1x1 do clássico Grenal. |
| 9/7/2008   | Leva pancada no tornozelo direito e sofre lesão na coxa em Inter 1x0 Goiás: de duas a três semanas parado. |
| 7/8/2008   | Retorna na derrota do Inter por 2x0 para o Cruzeiro. |
| 13/8/2008  | Deixa o segundo tempo do Grenal pela Copa Sul-Americana. Descobre-se que deve fazer nova operação no joelho. |
| 2/5/2009   | Retorna em amistoso do Inter contra o Figueirense. |
| 10/2010    | Diagnosticada hérnia inguinal no zagueiro. Ele não consegue se recuperar a tempo e fica fora da lista de inscritos para o Mundial de Clubes. |
| 23/03/2011 | Em um mesmo lance, no jogo São José 0x1 Inter, fratura a clavícula e rompe o ligamento cruzado do joelho direito. Sorondo acabou não voltando mais a atuar em 2011 e como saiu do clube no fim da temporada, esse foi seu último jogo com a camisa colorada.                       |
| 09/01/2012 | No treinamento da pré-temporada do Grêmio, Sorondo sofre novamente ruptura do ligamento cruzado no joelho direito. Por haver em seu contrato com o Grêmio uma cláusula que permite a rescisão contratual sem custo algum por conta de lesão, Sorondo acaba desligando-se do clube. |

## Títulos
Defensor Sporting
- Liga Pré-Libertadores da América: 2000

Internacional
- Campeonato Gaúcho: 2008, 2009,[13] 2011[14]
- Copa Sul-Americana: 2008[15]
- Copa Suruga Bank: 2009[16]
- Copa Libertadores da América: 2010[17]
- Recopa Sul-Americana: 2011[18]

### Outras Conquistas
Internacional
- Copa Dubai: 2008
- Taça Fernando Carvalho: 2009
- Taça Fábio Koff: 2009, 2010
- Troféu Osmar Santos: 2009
- Taça Fronteira da Paz: 2010[19]
- Taça Farroupilha: 2011